# 弗朗索瓦二世墓

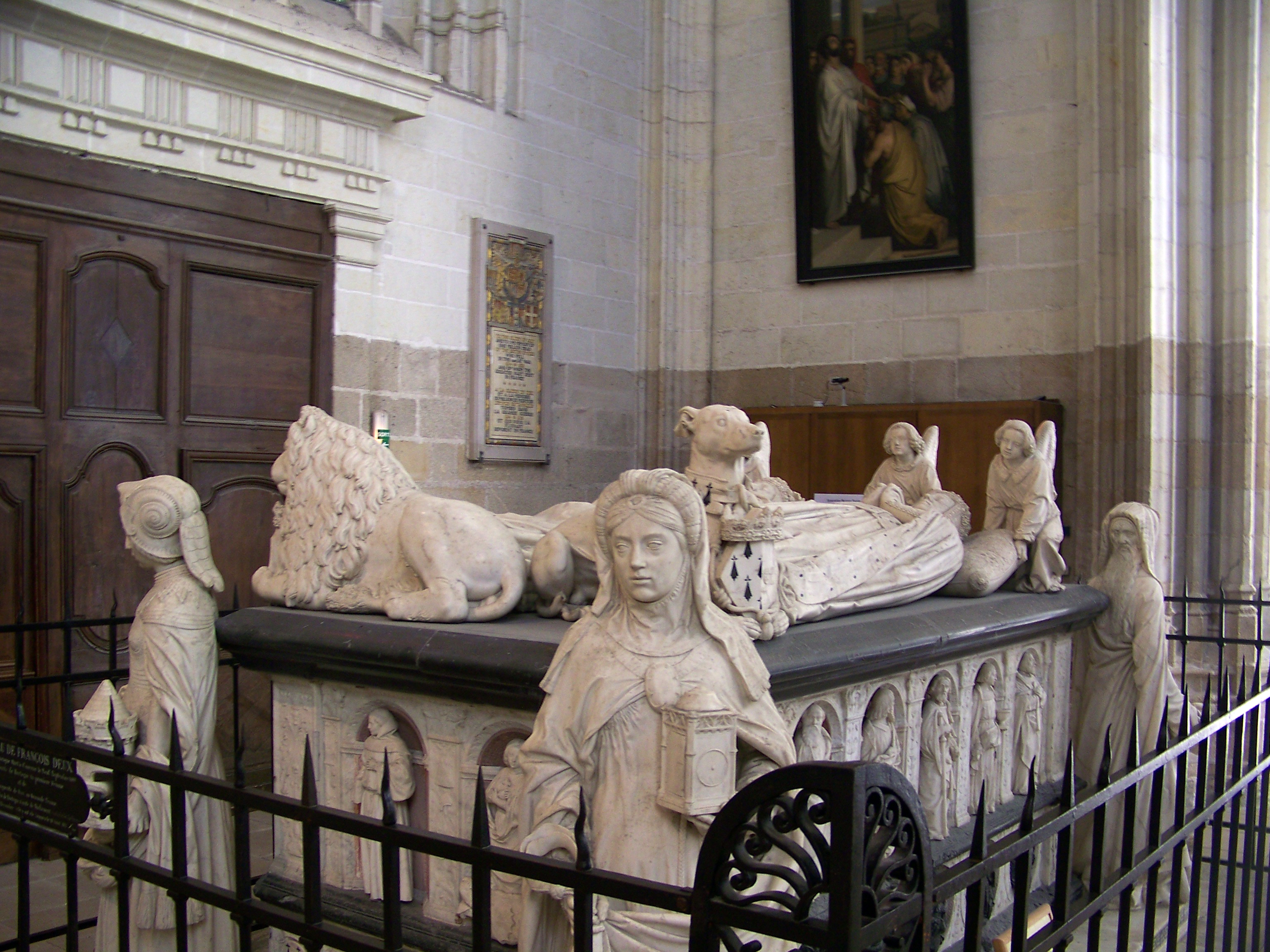

弗朗索瓦二世墓（法语：Tombeau de François II de Bretagne）位于法国南特的圣伯多禄圣保禄主教座堂内。墓地是由弗朗索瓦二世的女儿，法国王后布列塔尼的安妮为他的父母建于1507年。弗朗索瓦二世墓在大革命以前位于加尔默罗会小堂，他希望他能与第一任妻子在此合葬。但是最终，弗朗索瓦二世是与他的前后两任妻子（名字都是玛格丽特）一同合葬在这里，而且外观只描绘了弗朗索瓦二世与第二任妻子（安妮王后的母亲）的形象。
坟墓用卡拉拉大理石建造，由雕塑家米歇尔·科伦贝根据皇家艺术家让·佩雷亚尔的设计完成，它是布列塔尼文艺复兴的第一件主要艺术作品，被认为是法国雕塑的杰作。

## 历史

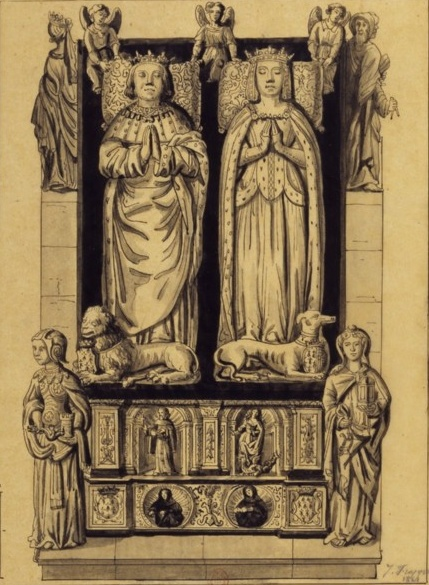

弗朗索瓦二世墓在大革命以前位于加尔默罗会小堂，称为“加尔默罗会墓地”。在法国大革命期间，革命者破坏了许多皇家和贵族古迹，但是在加尔默罗会小堂被毁时，建筑师马瑟林·克鲁西组织将墓地拆除并隐藏起来。后来它得到修复，在十九世纪初在主教座堂找到了一个地方。

## 描述
长方形石棺长3.90米、宽2.33米、高1.27米。死者夫妇的卧式雕像躺卧着，双手举起来祈祷。头下的枕头由三个天使举起。玛格丽特的脚下是灰狗，象征忠诚；弗朗索瓦的脚下是狮子，代表力量。在坟墓的四个角落，有四尊雕像，各自代表着一种枢德：勇德、义德、节德和谨慎。
墓的周围是其他精致的雕塑，代表十二使徒，两位死者的主保圣人（圣方济各和童貞瑪加利大），查理曼以及圣路易。

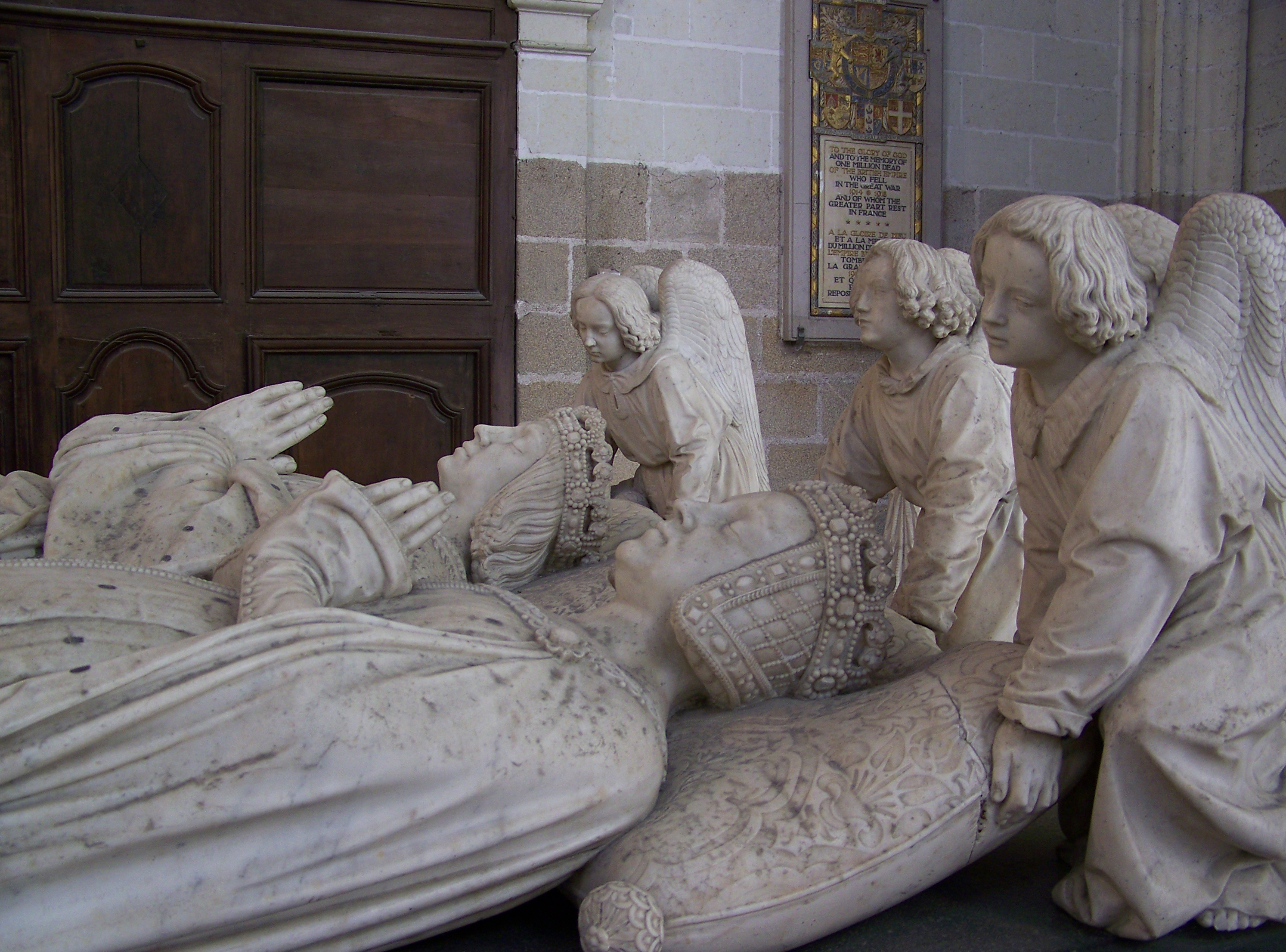
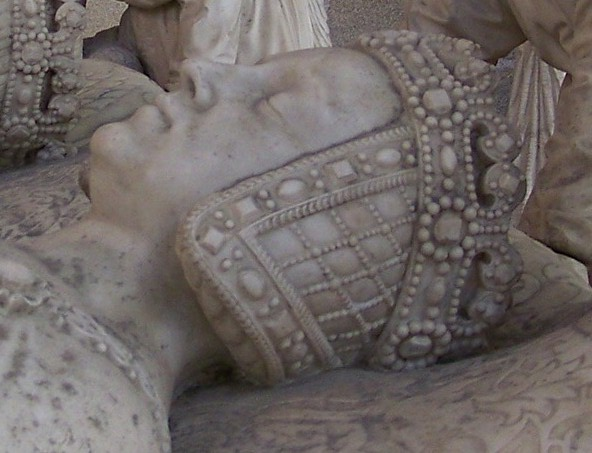
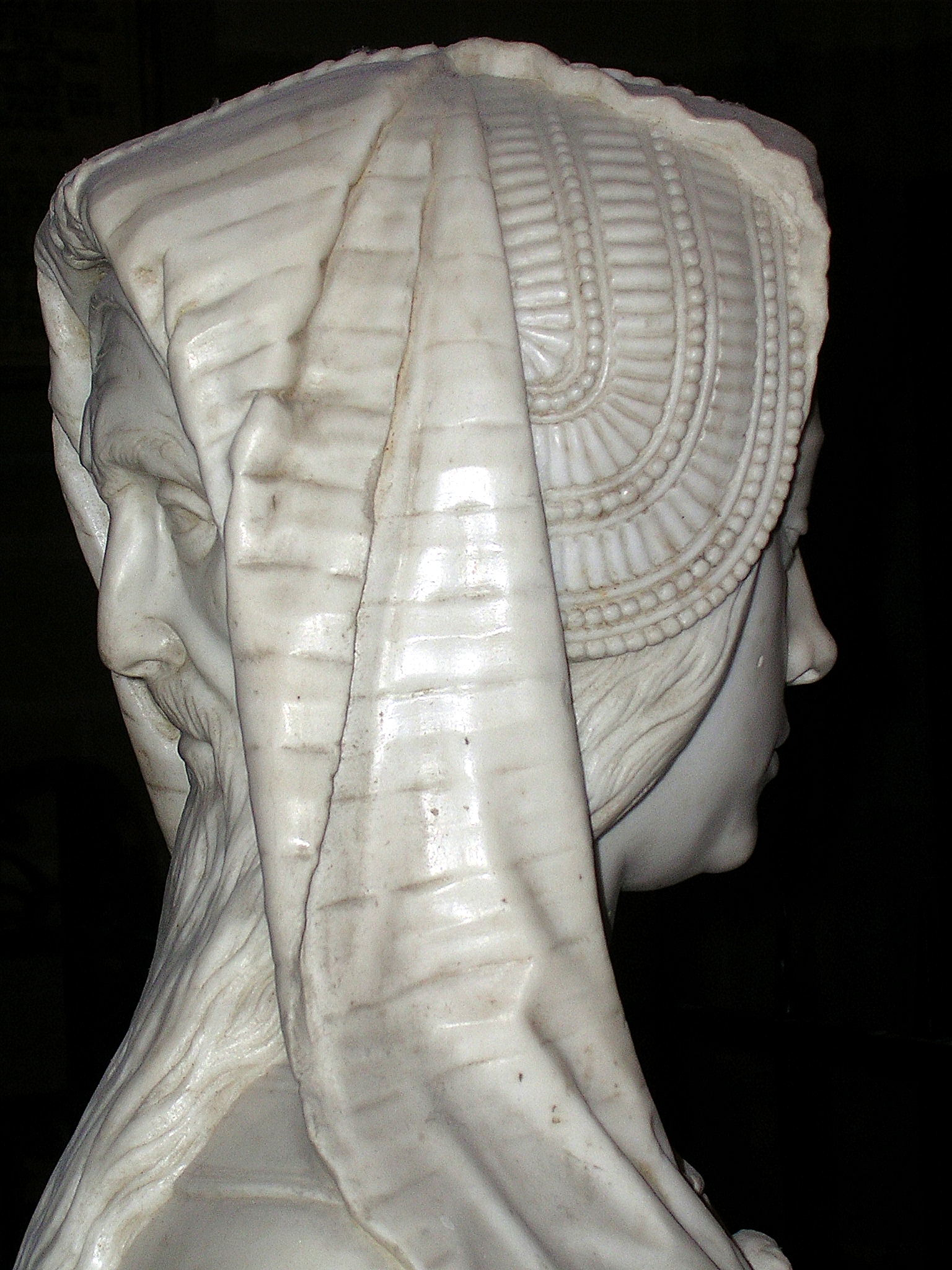
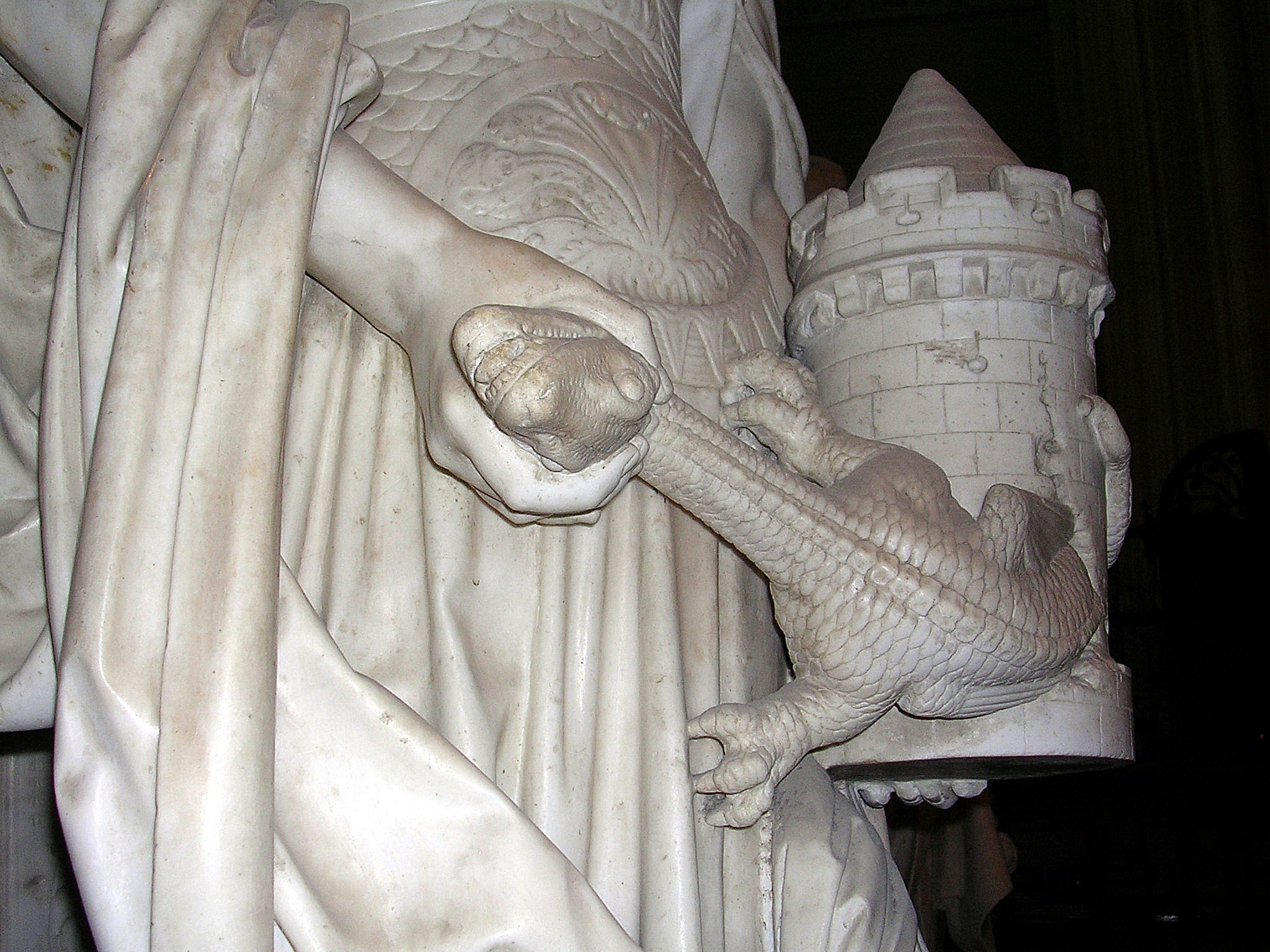
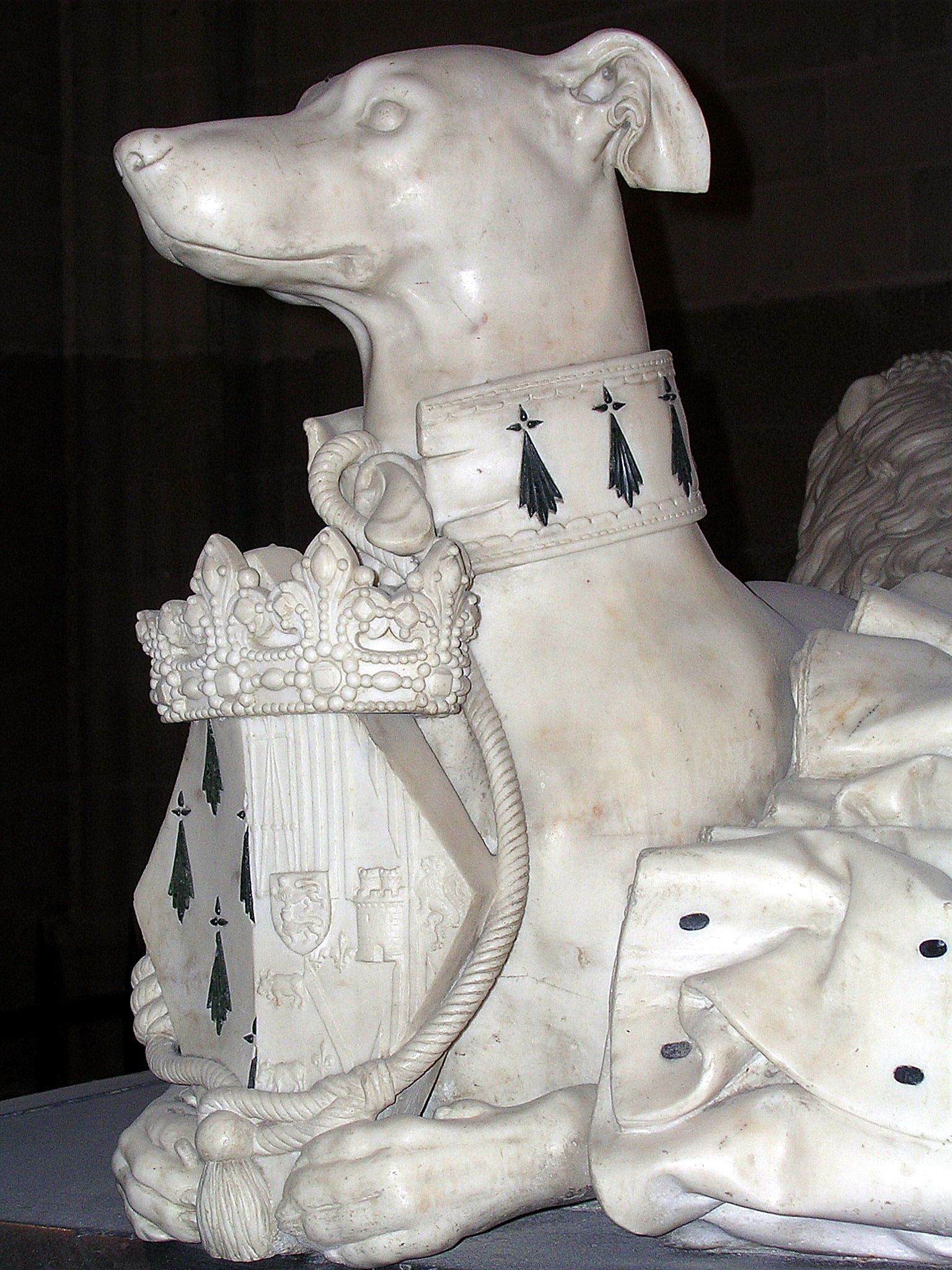
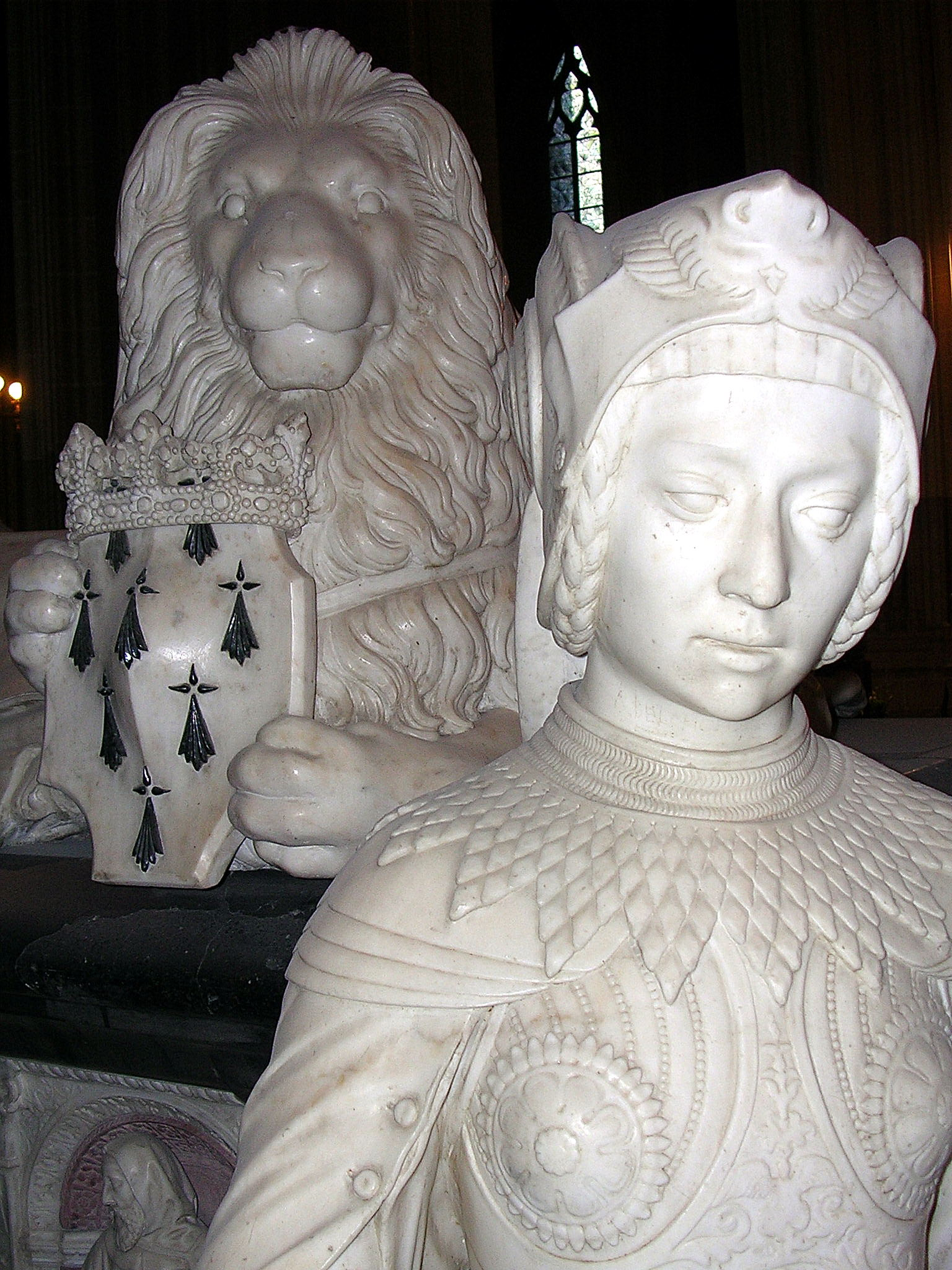
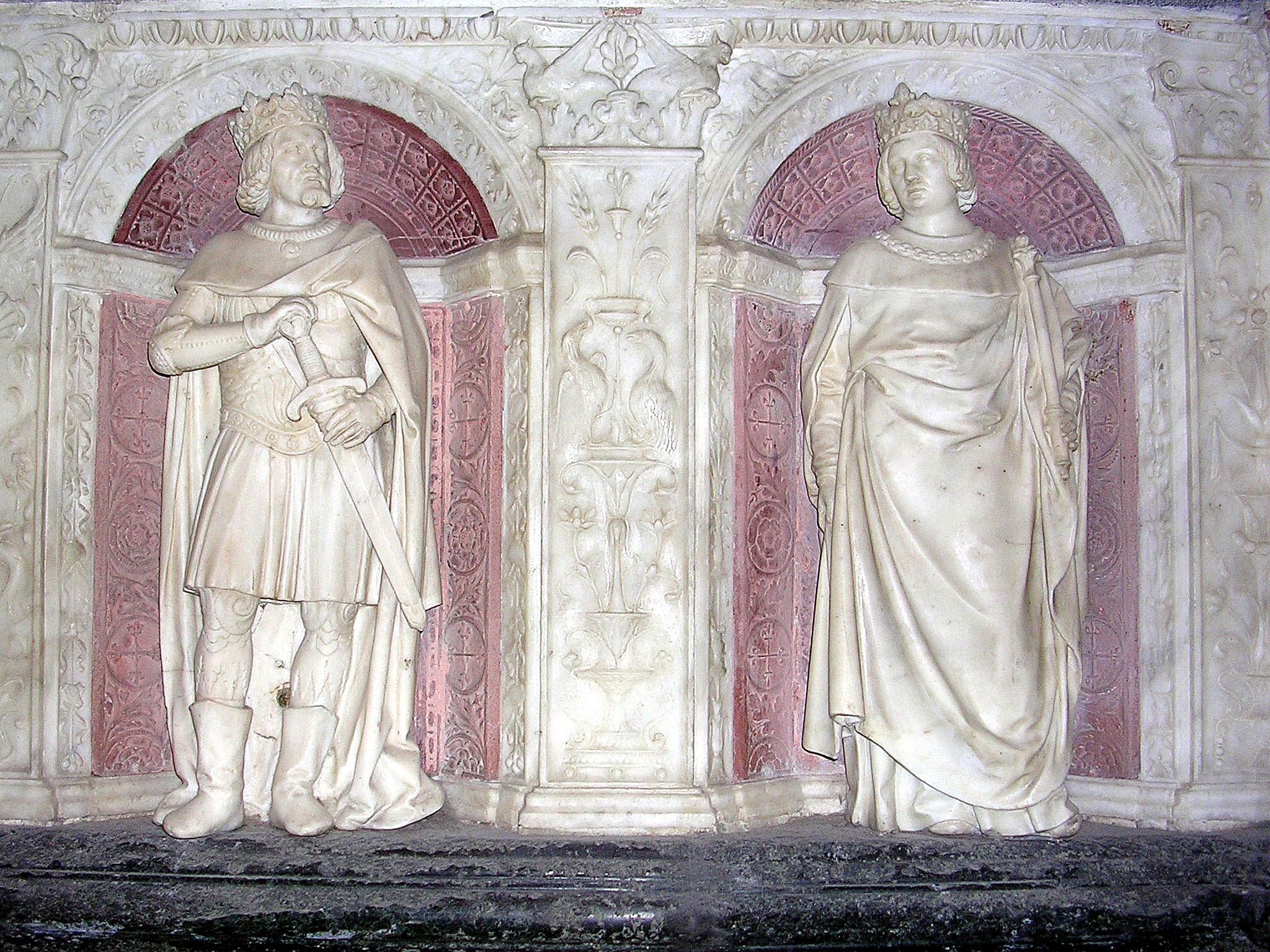
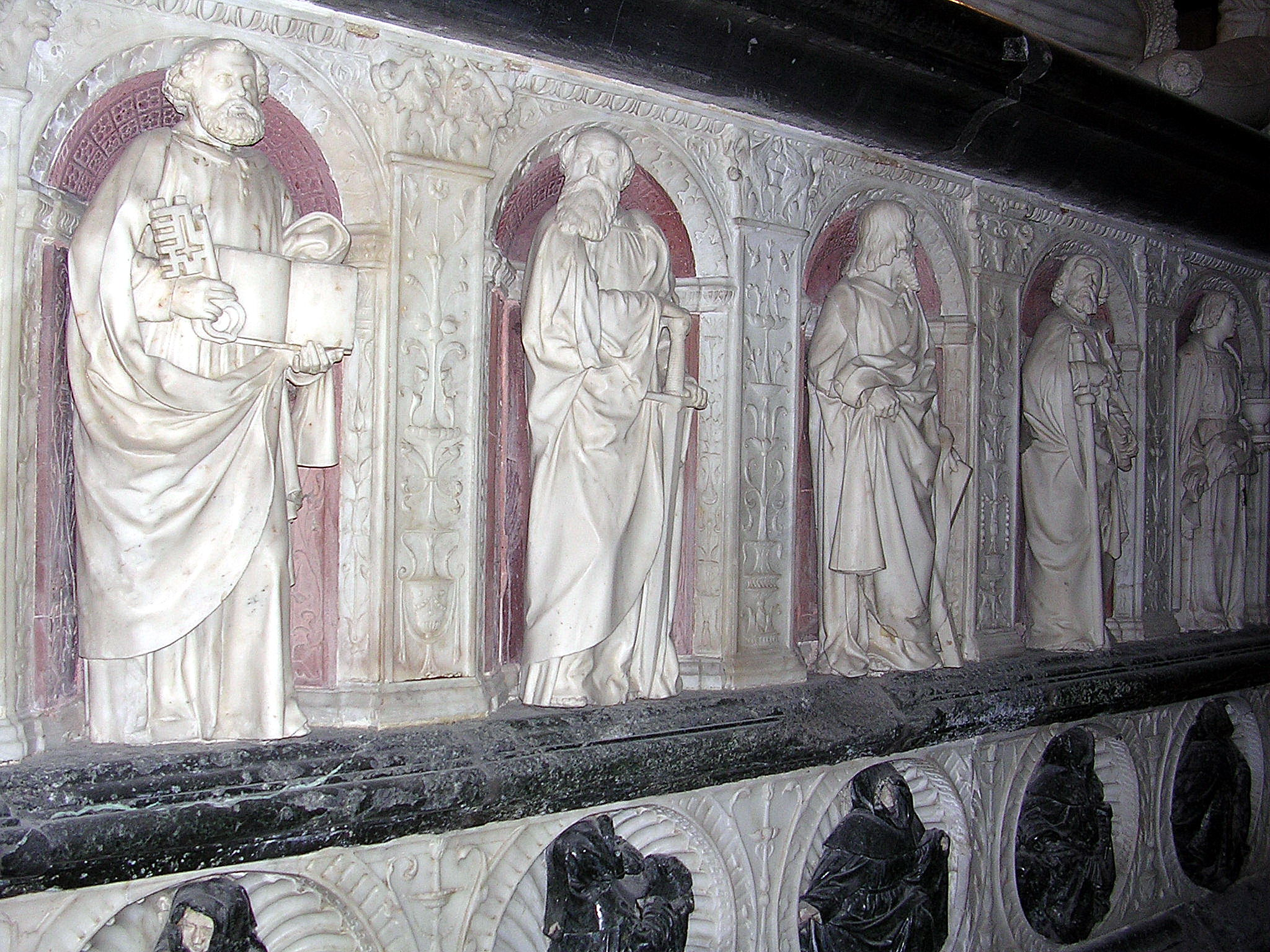

该墓被列为历史遗迹。
|  |  |

|  |  |  |  |